# Ga Davidje maar helpen
Ga Davidje maar helpen is een hoorspel van Hans Kasper. Geh David helfen werd op 9 april 1962 door de Hessischer Rundfunk uitgezonden en kreeg in dat jaar de Hörspielpreis der Kriegsblinden. De KRO bracht het in het programma Avondtheater op 29 januari 1965. De vertaling was van Willy Wielek-Berg, de regie van Léon Povel. Het hoorspel duurde 51 minuten.

## Rolbezetting
- Fé Sciarone (Berenice)
- Eva Janssen (Larissa)
- Hans Veerman (Hoera)
- Willy Ruys (Asklepiodoros)
- Han König (grote soldaat)
- Maarten Kapteijn (kleine soldaat)

## Inhoud
Dit hoorspel staat ongetwijfeld onder de verderfelijke invloed van de Lysistrata van de oude Aristophanes. Niet alleen speelt het zich af in Griekenland, dus daar waar het er zo klassiek aan toegaat dat de vraag naar de tijd overbodig wordt. Er is een heel wat bedenkelijker verwantschap. Het hoge woord voeren niet de dappere krijgers, maar twee licht geklede dames, die voor hen schrikwekkend weinig respect hebben en zonderling genoeg ook niet voor slagvelden warmlopen. Nu gebeurt het, dat de beide onbewapenden uit Lysistrata’s geslacht aan de rand van het slagveld een kleine krijger opsnuffelen, die in z’n droom "hoera" roept, maar dan niet meer weet voor wie eigenlijk. Tot welke partij behoort hij? Dat is moeilijk uit te maken: beide partijen strijden voor recht en vrijheid enzovoort, dus waarheen met hem? De licht gekleden vinden een antwoord, dat wel geen definitieve oplossing voor het veldslagprobleem is, maar voor het ogenblik toch heel bruikbaar lijkt…